# Aloísio Lorscheider

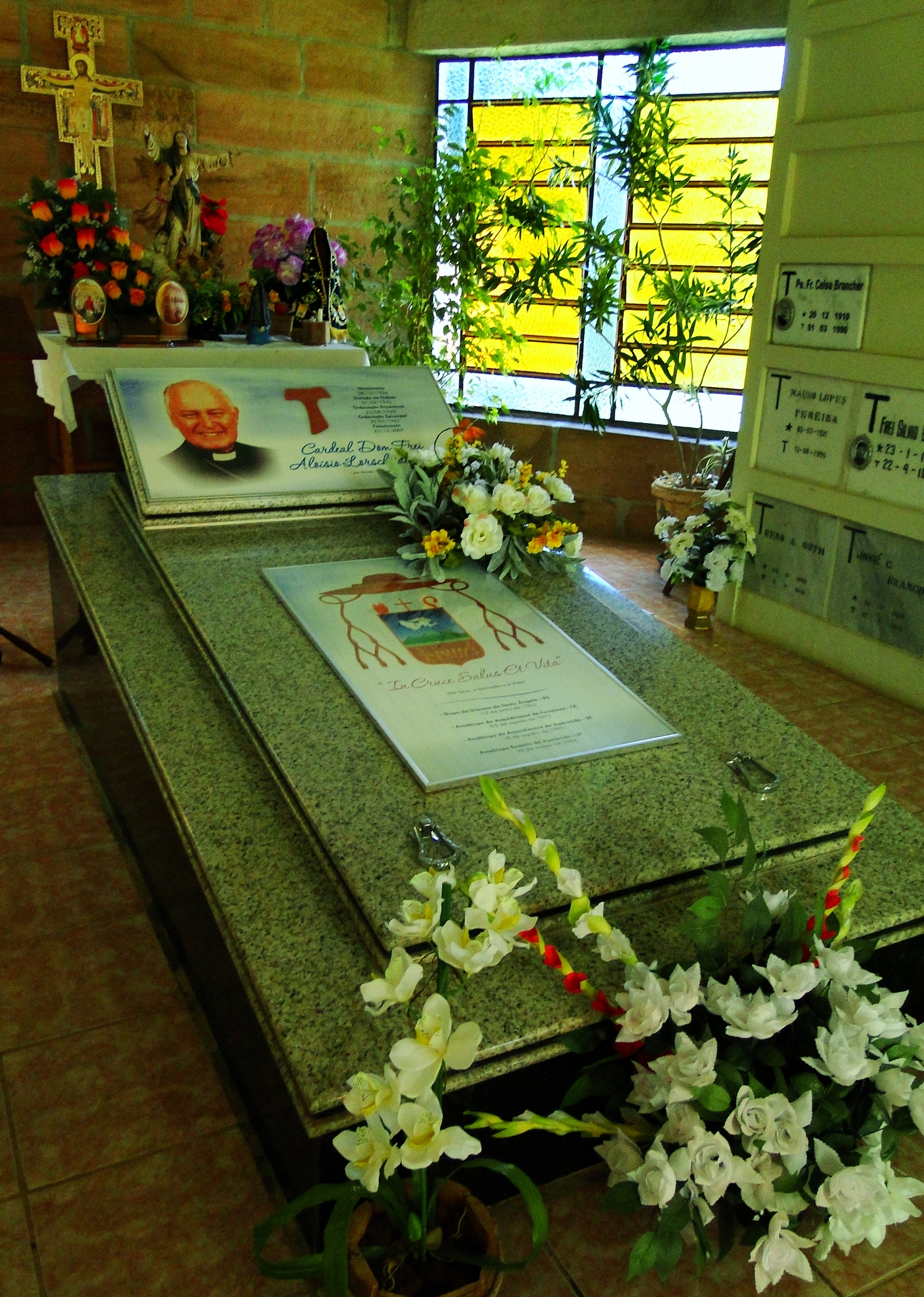
La tumba del cardinal Lorscheider

Aloísio Leo Arlindo Lorscheider O.F.M. (Estrela, Río Grande del Sur, 1924 - Porto Alegre, 23 de diciembre de 2007) fue un sacerdote franciscano brasileño, arzobispo de Aparecida y cardenal.

## Infancia y juventud
Aloísio Lorscheider nació en una familia de origen alemán. A los 9 años ingresó en el seminario franciscano de Taquari, y cursó los estudios eclesiásticos en el seminario de Divinópolis. En 1942 vistió el hábito franciscano, al año siguiente emitió la profesión simple, en 1946 la solemne, y recibió la ordenación sacerdotal en 1948.

## Sacerdote y profesor
Inició su ministerio pastoral en Taquari. Poco después marchó al Antonianum de Roma a estudiar teología, en la que se doctoró en 1952. Al regresar a su patria enseñó teología en el seminario franciscano de Divinópolis; a la vez, fue comisario de la Tercera Orden Franciscana, definidor y maestro de los clérigos de su provincia. Además, publicó valiosos artículos teológicos en revistas brasileñas. Visto su talento, los superiores mayores lo nombraron profesor del Pontificio Ateneo Antonianum en 1958, misión que desempeñó hasta 1962. Durante este período puso de manifiesto su cultura y sus dotes de espiritualidad y humanidad en la docencia y en el apostolado.

## Obispo
Juan XXIII, el año de 1962, lo nombró obispo de la diócesis brasileña de Santo Ângelo, en la que dio un vigoroso impulso al seminario diocesano, abrió el diálogo entre el clero y el laicado, visitó las parroquias, administró los sacramentos, especialmente el de la penitencia. Sus hermanos en el episcopado le confiaron diversos cargos en el seno de la Conferencia episcopal, y Pablo VI, en 1973, lo promovió a la sede arzobispal de Fortaleza, misión importante y delicada, en la que prestó particular atención al clero y a los fieles, sobre todo los más pobres y marginados.
A finales de 1972 fue elegido vicepresidente del Celam y, al trasladarse el presidente a Roma, le sucedió en el cargo. El Santo Padre lo creó cardenal en el consistorio del 24 de mayo de 1976. Juan Pablo II lo trasladó a la archidiócesis de Aparecida en 1995, y aceptó su renuncia en 2004.

## Legado
Su actividad en los organismos de la Santa Sede fue destacada. Participó en todas las asambleas ordinarias del Sínodo de los obispos, fue miembro de las Congregaciones para los obispos, para los institutos de vida consagrada y las sociedades de vida apostólica; y del Consejo general de la Comisión pontificia para América Latina. Fue también presidente de Cáritas internacional. Su prestigio en la Iglesia universal fue muy relevante, particularmente en América Latina.
Falleció el 23 de diciembre de 2007 en Porto Alegre (Brasil) a los 83 años. Aunque enterrado en la Basílica de Nuestra Señora Aparecida, partes de sus restos encuentran en las Catedrales de Fortaleza y Santo Ângelo.